# Фердинанд Ернст фон Валдщайн-Вартенберг
Фердинанд Ернст Йозеф Габриел фон Валдщайн-Вартенберг (на немски: Ferdinand Ernst Joseph Gabriel, Graf von Waldstein; * 24 март 1762, Виена; † 26 май 1823, Виена) е бохемски благородник, граф на Валдщайн и Вартенберг, таен съветник в Бон, британски генерал-лейтенант, комтур на Немския орден и патрон, мецен на Лудвиг ван Бетховен.

## Живот
Той е четвъртият син (шестото дете от 11 деца) на граф Емануел Филиберт фон Валдщайн-Вартенберг (1731 – 1775) и съпругата му принцеса Мария Анна Терезия фон Лихтенщайн (1738 – 1814), дъщеря на княз Емануел фон Лихтенщайн (1700 – 1771) и графиня Мария Анна Антония фон Дитрихщайн-Вайхселщет (1706 – 1777). Братята му са наследника Йозеф Карл Емануел фон Валдщайн-Вартенберг (1755 – 1814), Йохан Фридрих (1756 – 1812), епископ на Зекау (1802 – 1812) и Франц Адам фон Валдщайн-Вартенберг (1759 – 1823), ботаник.
Фердинанд Ернст влиза през 1787 г. в Тевтонския орден в Елинген. От началото на 1788 г. той е в Бон и там на 17 юни 1788 г. курфюрст Максимилиан Франц Австрийски го издига на рицар. След една година той става таен съветник и член на държавната конференция на ордена на Бон. След две години Фердинанд Ернст купува рицарско имение в Годесберг.
От 1788 до 1792 г. Фердинанд Ернст изпълнява различни дипломатически мисии. През 1792 г. става комтур на ордена в Коменда Вирнсберг във Франкония. През началото на 1794 г. той е в свитата на избягалия от французите курфюрст във Виена.
На 3 юни 1795 г. Фердинанд Ернст сключва договор с Великобритания за съставяне на един „Регимент Мергентхайм“ от немски рекрути. От 1796 г. той е в Лондон. През 1807 г. напуска службата си във Великобритания.
Валдщайн свири добре на пиано и компонира. В Бон той е приятел с фамилията Бройнинг, при която влиза в контакт с Бетховен. Той поръчва на Бетховен да напише музиката за един „рицарски балет“, която е написана през 1791/92 г. и отпечатана през 1794 г.
Валдщайн живее от 1809 г. във Виена или в бохемските си имения. През 1811 г. той напуска ордена. Накрая обеднява и умира през 1823 г. във Виена.

## Фамилия
Фердинанд Ернст се жени на 9 май 1812 г. във Виена за графиня Изабела Мария Анна Франциска Рзевуска (* 29 ноември 1783, Подхорце до Тарнопол; † 29 август 1818, Виена), дъщеря на полския генерал-майор Венцеслаус Северин Рзевуски (1743 – 1811) и принцеса Мария Констанция Лубомирска (1763 – 1840). Те имат една дъщеря:
- Лудмила Антония Франциска Мария Клементина (* 23 ноември 1815, Виена; † 18 март 1847, Виена), омъжена на 5 октомври 1836 г. в Мнихово Храдище (Мюнхенгрец), Бохемия, за граф Франтишек Дейм зе Стритезе (1807 – 1872)